# La Ferrière (Vendée)
La Ferrière település Franciaországban, Vendée megyében. Lakosainak száma 5411 fő (2022. január 1.). La Ferrière La Chaize-le-Vicomte, Dompierre-sur-Yon, La Merlatière, La Roche-sur-Yon és Saint-Martin-des-Noyers községekkel határos.

## Népesség
A település népességének változása:
| Lakosok száma | 5002 | 5167 | 5412 | 5255 | 5285 | 5315 | 5363 | 5398 | 5411 |
|               | 2013 | 2015 | 2016 | 2017 | 2018 | 2019 | 2020 | 2021 | 2022 |